# Shire of Wyndham-East Kimberley
Shire of Wyndham-East Kimberley is een lokaal bestuursgebied (LGA) de regio Kimberley in West-Australië. Shire of Wyndham-East Kimberley telde 7.477 inwoners in 2021. De hoofdplaats is Kununurra.

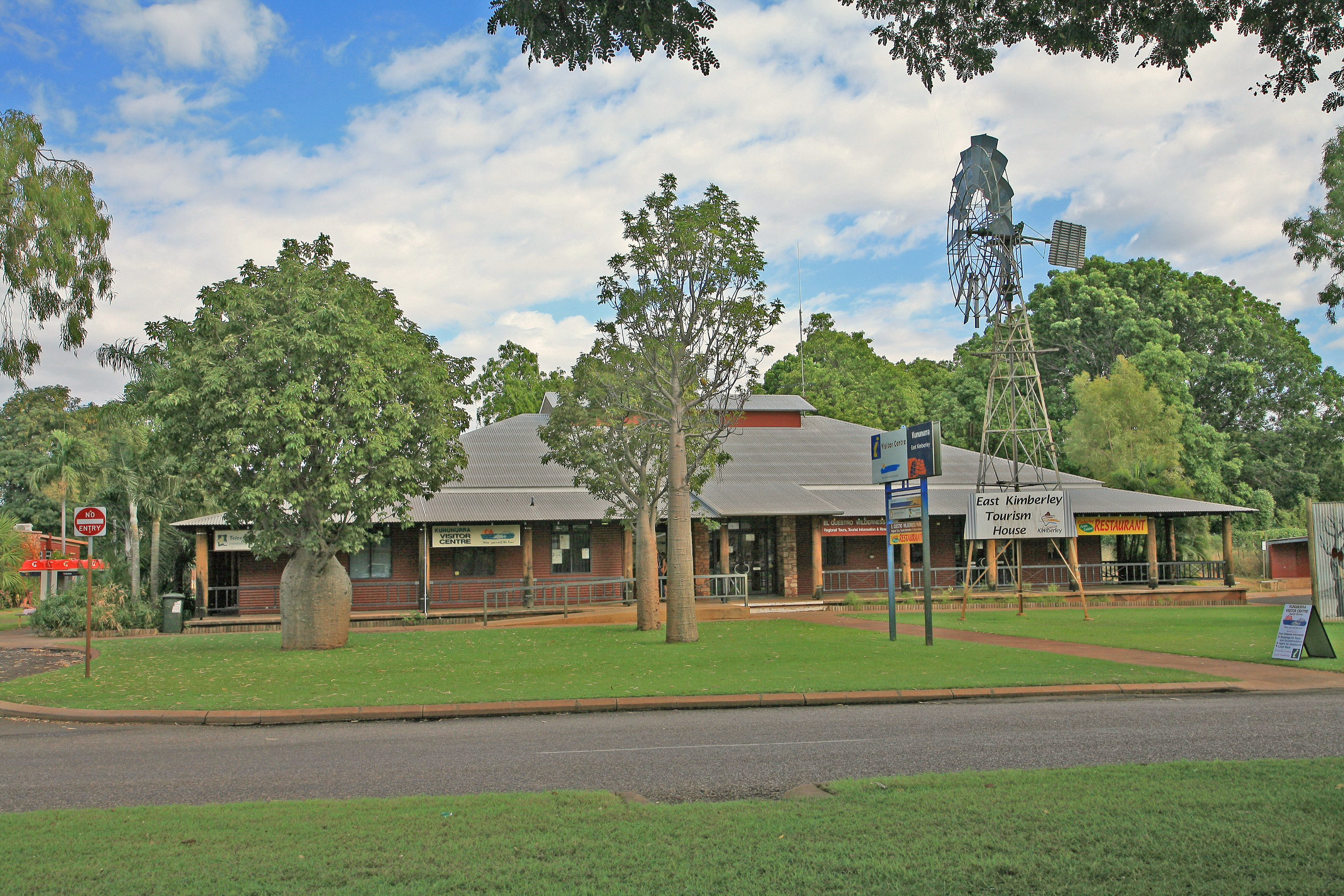
Toerismekantoor in Kununurra

## Geschiedenis
Op 4 september 1896 werd het 'Wyndham Road District' opgericht. Het district werd op 16 juni 1961 tot het 'Wyndham-East Kimberley Road District' hernoemd. Ten gevolge de 'Local Government Act' van 1960 veranderde het district weer van naam en werd op 23 juni 1961 de 'Shire of Wyndham-East Kimberley'.

## Beschrijving
'Shire of Wyndham-East Kimberley' is een district in de regio Kimberley. De hoofdplaats is Kununurra. Het district is ongeveer 120.000 km² groot en ligt 3.215 kilometer ten noordnoordoosten van de West-Australische hoofdstad Perth. Er ligt 249 kilometer verharde en 1.088 kilometer onverharde weg. De belangrijkste economische sectoren zijn de landbouw, dankzij het irrigatieproject rondom de rivier de Ord, en het toerisme.
Het district telde 7.477 inwoners in 2021. Ongeveer een derde van de bevolking is van inheemse afkomst.

## Plaatsen, dorpen en lokaliteiten
- Dodnun Community
- Kalumburu
- Kandiwal Community
- Kununurra
- Lake Argyle
- Ngallagunda Community
- Oombulgurri
- Pago Community
- Woolah (Doon Doon) Community
- Wyndham

Nationale parken
- Drysdale River
- Lawley River
- Mirima
- Mitchell River
- Prince Regent

Mariene parken
- North Lalang-garram
- Lalang-garram / Camden Sound
- Lalang-garram / Horizontal Falls (ligt deels in de Shire of Derby-West Kimberley)

Natuurreservaten
- Parry Lagoons
- Pelican Island
- Point Spring
- Ord River
- Barrbem
- Darram
- Goomig
- Jemarnde-wooningim
- Laterite
- Mijing
- Ngamoowalem